# Melzer genannt Eschlauer
Melzer genannt Eschlauer (auch: Eschenlauer, Eschenloher) ist der Name eines frühneuzeitlichen oberlausitzischen Adelsgeschlechts.

## Geschichte
Peter Eschenloher kam im 15. Jahrhundert von Nürnberg, dem Herkunftsort seiner Familie, nach Schlesien. Er wurde Breslauer Ratsherr und Autor der in der Breslauer Geschichtsschreibung bedeutenden Annalen von Breslau. Einer von Peters Vorfahren soll gegen die „ungläubigen“ Tartaren mitgekämpft haben und deswegen bereits in den Adelsstand erhoben worden sein. Es ist der folgende Vers überliefert:

„Herr Eschlauer stritt als Held

Wider die Tartaren in dem Feld

Drum er dies Wappen billig führt

Und sein Geschlecht, weil’s ihn’n gebührt.“

Von Peter stammten wohl Walpurgis und Clara ab, die vielleicht Schwestern gewesen sind. Der Name des Eschlauer’schen Geschlechts „ging aus“, d. h. er wäre mangels männlicher Nachkommen fast verschwunden. Walpurgis heiratete Bernhard Melzer und Clara Georg Emmerich. Eschlauers und Melzers Söhne Franz, Urban, Alexius und Martin empfingen vom böhmischen Landesherrn Kaiser Ferdinand I. einen auf den 13. April 1534 datierten Adelsbrief auf den Namen „Melzer genannt Eschlauer“. Das Eschlauer’sche Wappen wurde beibehalten.
Alexius stand dem Herzog von Münsterberg und dem Herzog von Oels als Sekretär zu Diensten, Urbans Sohn Elias Melzer wurde in Görlitz Bürgermeister.

## Wappen
Blasonierung des Wappens von 1543, in Erinnerung an den Kampf gegen die Tartaren: In Gold eine schwarze tartarische Mütze mit rot gefütterten „Stolpen“. Auf dem gekrönten Helm, ein tartarischer Mann mit der tartarischen Mütze. Die Helmdecken sind schwarz-rot und rot-golden.